# نام تالشی
نام های تالشی از نام های رایج در میان مردم تالشی است. این نام ها از زبان تالشی، جهان اسلام سرچشمه می گیرد و نام های خارجی از زبان های عربی، فارسی و ترکی نیز رایج است که با توسعه تاریخ، نفوذ سیاسی اجتماعی، معنوی و قومی همراه است.

## نام های تالشی
در میان تالشی ها، لایه قابل توجهی از نام های تالشی باقی مانده است که قبل از پذیرش اسلام رواج زیادی داشته است. امروزه چنین نام هایی، هرچند به تعداد کم، یافت می شود. به عنوان مثال: کیناواس، ویلی، کینانوز، ویلانوز، سروینوز، شینانوز، واسکینا، جهان، سابرز، گیردانوز، شینانوز، چیمانی، واسی، واسما، کینالی، روکالی، مرد، کادوس، نیما، آواسور، ژیمون، مردعلی، سرمست، او، رکهان، رکهان، د علاوه بر این، بسیاری از نام های شخصی با منشأ غیر تالشی با زبان تالشی تطبیق داده شد. مثلاً: آبوس (عباس)، گیبد (گوباد). نورسته (نوراسته)، میرود (مراد).

## اسامی اسلامی
در میان اسامی شخصی قوم تالش تعداد زیادی نام با اصل عربی وجود دارد. این نام ها پس از پذیرش اسلام توسط تالش ها به تالش آورده شد. عباس، عبدالله، ابوذر، عایشه، علیا، آشور، باگیر و بسیاری از نام‌های دیگر که ریشه عربی دارند، پس از قرن هفتم توسط تالش‌ها مورد استفاده قرار گرفت. لازم به ذکر است که نام های محمد، علی، زینب، فاطمه و 12 امام در میان تالش های شیعه بیشتر رایج است، در حالی که در میان تالش های سنی، نام های عمر، عثمان، عایشه یافت می شود.

## نام های خارجی
مردم تالش نام‌های غالباً مردانه و زنانه ایرانی یا مخصوصاً فارسی دارند، به‌عنوان مثال: آینه، آروسا، بابک، بهمن، باخروز، گوباد، پرویز، پیمان، پروین، ماهرخ، ناورستا، باخور، اسپانیدیار، آزاد، پری، رستم، تهمینه، فرامرز، بانروج، فرامرز، بانروج.
از آغاز قرن 11 تا 13، نام هایی با منشاء ترکی در نام های شخصی تالش ها گنجانده شد. مثلاً: آغاباجی، اوغول، آغجا، ایاز، آیدین، آیگول، اصلان.
اسامی یونانی، عبری و غیره نیز وجود دارد. منشاء مثلاً: آراستون، افلاطون، اسکندر، آفتندیل، رایا، رزا، روسلان، سارا، داوود.

## نام خانوادگی تالشی
از نظر تاریخی، نام خانوادگی از نام پدربزرگ یا پدربزرگ و نیز قبیله، طایفه، قوم و نام های جغرافیایی شکل گرفته است. نام خانوادگی یک خانواده را از خانواده دیگر متمایز می کرد. اگرچه نام خانوادگی در قرن هجدهم رسمیت یافت، اما مردم از اسامی مستعار و مستعار استفاده می کردند و عناصر اصلی نام خانوادگی را حمل می کردند.
مارک اوسیپوویچ کوسون، قوم شناس می نویسد: «یکی از مهم ترین اقدامات خانات های فئودالی قرن هجدهم در آذربایجان، سیاست ثبت نام خانوادگی بود. آنها نیز با این سیاست حکومت خود را رسمیت دادند. این وضعیت برای خانات تالش معمول بود، جایی که سید جمال الدین خان «کلمه تالش را به نام خود اضافه کرد تا به طور رسمی ثبت شود که نوادگانش از مردم محلی هستند و فرمان خاصی در این باره صادر کرد». در زمان سلطنت خان میر مصطفی خان، در رابطه با برقراری روابط نزدیک با روس‌ها، نام خانوادگی «تالشینسکی» و بعداً «تالیشخانف» در تالش ظاهر شد.